# ジャケリネ・カルバリョ
ジャケリネ・カルバリョ （Jaqueline Maria Pereira De Carvalho, 1983年12月31日 - ）は、ブラジルの女子バレーボール選手。レシフェ出身。元ブラジル代表。

## 来歴
4歳のときから地元のスポーツクラブでバレーボールを始める。

### 代表チーム
ポルトガルで開催された1999年世界ユース選手権で銀メダルを獲得、2001年世界ジュニア選手権では優勝するとともにベストプレーヤーに選ばれた。同年、シニア代表に初選出される。その後2年間ほどひざの怪我のためバレーを満足にできない状態が続いたが、2005年にはブラジル代表に復帰し、同年のワールドグランプリ、ワールドグランドチャンピオンズカップでチームを優勝へと導いた。2006年、世界選手権ではエースとして牽引し銀メダルを獲得した。2008年、北京オリンピックでは金メダルを獲得した。2010年に代表へ復帰し、ワールドグランプリではベストスパイカー賞を受賞した。同年の世界選手権には攻守で活躍するが決勝でロシアに敗れ、2大会連続の銀メダルとなった。2012年のロンドンオリンピックでは、チーム2連覇に大きく貢献した。2014年の世界選手権では銅メダルを獲得した。2016年、地元開催となったリオデジャネイロオリンピックでは準々決勝で中国に敗れて5位だった。2018年のネーションズリーグを最後に代表から引退した。

### クラブチーム
2002年、オザスコバレーに入団し、プロとしてのキャリアをスタートさせる。2006年にスーパーリーガのレクソーナ・アデスからイタリア・セリエAのイェージへ移籍。スペインリーグのムルシア、セリエAのペーザロを経て、2009年にオザスコへ移籍した。2012年、FIVB世界クラブ選手権にて金メダルを獲得し、ベストレシーバー賞を受賞した。その後はMinas Tênis Clube、Hinode Barueriなどを経て、2019年に再びオザスコに移籍した。

## 人物
ブラジル男子代表のムーリオ・エンドレスと10年間の交際を経て2009年に結婚。グスタボ・エンドレスは義兄に当たる。
2013年に男児を出産。

## 球歴
- オリンピック - 2008年、2012年、2016年
- 世界選手権 - 2006年、2010年、2014年
- ワールドグランプリ - 2005年、2006年、2008年、2010年、2012年、2014年、2016年
- ワールドグランドチャンピオンズカップ - 2005年

## 受賞歴
- 2001年 U-20世界選手権 MVP
- 2006年 世界選手権 ベストレシーバー賞
- 2009年 南米クラブ選手権 MVP
- 2010年 ワールドグランプリ ベストスパイカー賞
- 2011年 南米クラブ選手権 MVP
- 2012年 世界クラブ選手権 ベストレシーバー賞
- 2013年 2012/13ブラジルスーパーリーガ ベストレシーバー賞

## 所属クラブ
- Finasa/Osasco（2002年-2004年）
- レクソーナ・アデス（2004年-2006年）
- ピエラリージ・イェージ（2006年-2007年）
- CAVムルシア2005（2007年-2008年）
- スカボリーニ・ペーザロ（2008-2009年）
- ソリーズ・オザスコ（2009-2014年）
- Minas Tênis Clube（2014-2015年）
- SESI-SP（2015-2016年）
- Minas Tênis Clube（2016-2017年）
- Grêmio Recreativo Barueri（2017-2018年）
- オザスコ（2019-2021年）
- Campinas（2023年）